# Morgenrood (weer)

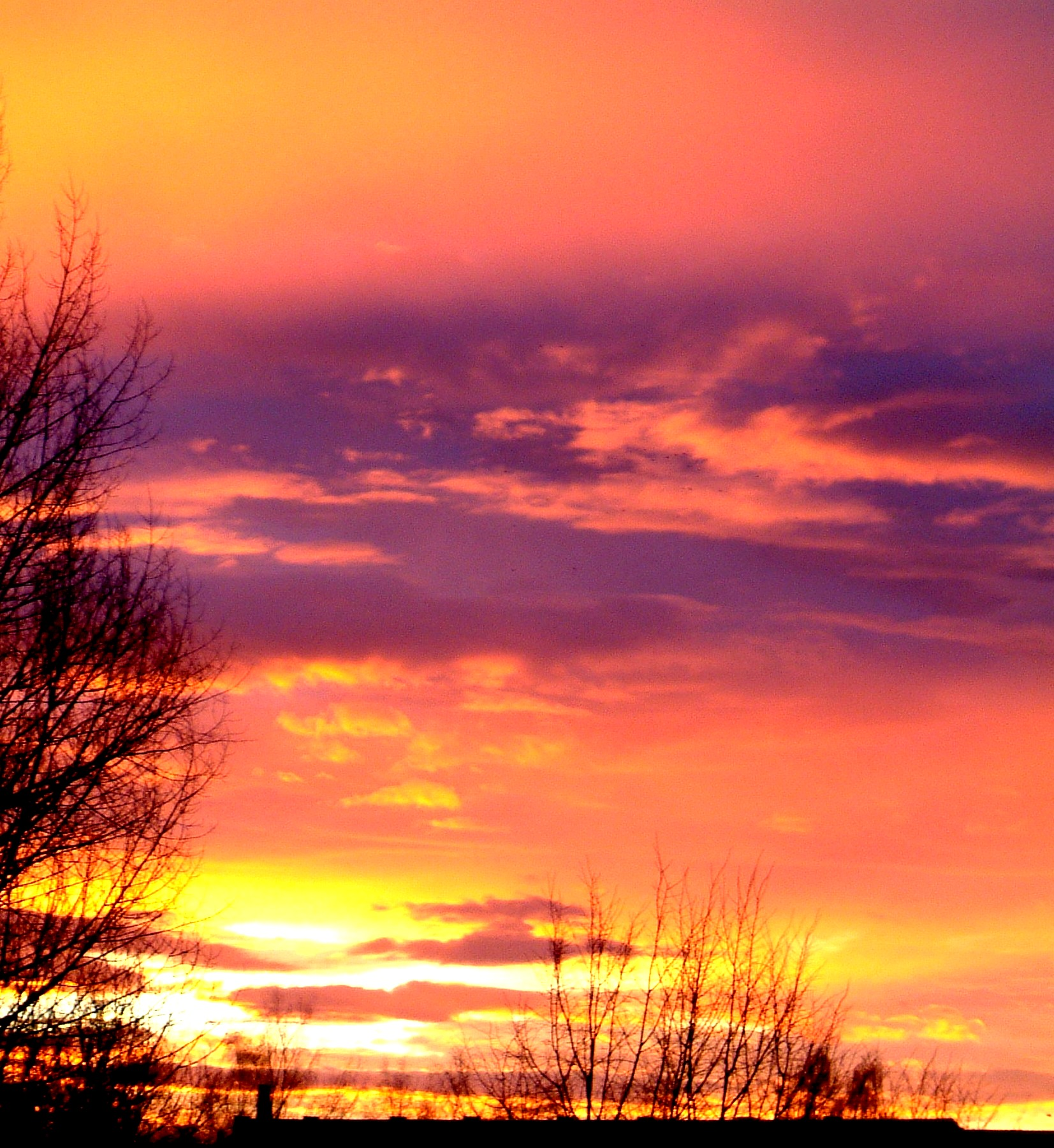
Morgenrood nabij Chemnitz, Duitsland

Onder morgenrood verstaat men de roodachtige kleuren die ongeveer vanaf een half uur voor zonsopgang tijdens de schemering aan de oostelijke hemel verschijnen.
Deze kleuren bij zonsopgang en -ondergang hangen samen met de lange weg die het stralen van de lage zon door de atmosfeer aflegt. Het zonlicht wordt tijdens deze lange route verstrooid en gebroken door stofdeeltjes of waterdamp. Daardoor wordt het van nature witte zonlicht ontleed in verschillende kleuren. Het rode licht wordt het minst verstrooid en blijft vaak zichtbaar. 's Ochtends zweeft er meestal nog niet zoveel stof in de lucht. Is de lucht dan rood dan wijst dat in de regel op waterdamp en een hoge luchtvochtigheid. Vandaar de oude weerspreuk "Morgenrood, water in de sloot".